# Acacia cedroides
Acacia cedroides är en ärtväxtart som beskrevs av George Bentham. Acacia cedroides ingår i släktet akacior, och familjen ärtväxter. Inga underarter finns listade i Catalogue of Life.